# Тшебехув (Зеленогурський повіт)
Тшебехув (пол. Trzebiechów) — село в Польщі, у гміні Тшебехув Зеленогурського повіту Любуського воєводства.
Населення — 1057 осіб (2011).

## Демографія
Демографічна структура станом на 31 березня 2011 року:
|          | Загалом | Допрацездатний вік | Працездатний вік | Постпрацездатний вік |
| -------- | ------- | ------------------ | ---------------- | -------------------- |
| Чоловіки | 529     | 103                | 376              | 50                   |
| Жінки    | 528     | 98                 | 307              | 123                  |
| Разом    | 1057    | 201                | 683              | 173                  |